# Emisión de protones

La desintegración de un núcleo rico en protones A puebla los estados excitados de un núcleo hijo B mediante la emisión de β+ o la captura de electrones (EC). Aquellos estados excitados que se encuentran por debajo de la energía de separación de los protones (Sp) decaen por emisión γ hacia el estado fundamental de la hija B. Para los estados excitados más altos existe un canal de decaimiento competitivo de emisión de protones hacia la nieta C, llamado emisión de protones β-retardada.

La emisión de protones (también conocida como radiactividad de protones) es un tipo raro de desintegración radiactiva en la que se expulsa un protón de un núcleo. La emisión de protones puede producirse a partir de estados excitados de alto nivel en un núcleo tras una desintegración beta, en cuyo caso el proceso se conoce como emisión de protones retardada, o puede producirse a partir del estado básico (o de un isómero de bajo nivel) de núcleos muy ricos en protones, en cuyo caso el proceso es muy similar a la desintegración alfa. Para que un protón escape de un núcleo, la energía de separación del protón debe ser negativa, por lo que el protón no está ligado y sale del núcleo en un tiempo finito. La emisión de protones no se observa en los isótopos naturales; los emisores de protones pueden producirse a través de reacciones nucleares, normalmente utilizando aceleradores lineales de partículas.
Aunque ya en 1969 se observó la emisión rápida de protones (es decir, sin retardo beta) de un isómero del cobalto-53, no se encontraron otros estados emisores de protones hasta 1981, cuando se observaron los estados básicos radiactivos de protones del lutecio-151 y el tulio-147 en experimentos realizados en el GSI de Alemania Occidental. La investigación en este campo floreció después de este avance, y hasta la fecha se han encontrado más de 25 isótopos que presentan emisión de protones. El estudio de la emisión de protones ha ayudado a comprender la deformación, las masas y la estructura nucleares, y es un ejemplo puro de tunelización cuántica.
En 2002, se observó la emisión simultánea de dos protones desde el núcleo del hierro-45 en experimentos realizados en el GSI y en el GANIL (Grand Accélérateur National d'Ions Lourds de Caen). En 2005 se determinó experimentalmente (en la misma instalación) que el zinc-54 también puede sufrir una desintegración doble de protones.